# Lista di asteroidi (788001-789000)
Di seguito una lista di asteroidi dal numero 788001  al 789000 con data di scoperta e scopritore.

## 788001–788100
| Nome   | Designazione provvisoria | Data di scoperta  | Scopritore          |
| ------ | ------------------------ | ----------------- | ------------------- |
| 788001 | 2016 NQ173               | 11 luglio 2016    | Pan-STARRS          |
| 788002 | 2016 NM174               | 9 luglio 2016     | Pan-STARRS          |
| 788003 | 2016 NX174               | 14 luglio 2016    | Pan-STARRS          |
| 788004 | 2016 NL175               | 12 luglio 2016    | Pan-STARRS          |
| 788005 | 2016 NN175               | 3 luglio 2016     | Mount Lemmon Survey |
| 788006 | 2016 NP175               | 4 luglio 2016     | Pan-STARRS          |
| 788007 | 2016 NR175               | 11 luglio 2016    | Pan-STARRS          |
| 788008 | 2016 NX176               | 24 settembre 2011 | Pan-STARRS          |
| 788009 | 2016 NM179               | 12 luglio 2016    | Pan-STARRS          |
| 788010 | 2016 OX8                 | 31 luglio 2016    | Pan-STARRS          |
| 788011 | 2016 OC9                 | 28 luglio 2016    | Pan-STARRS          |
| 788012 | 2016 OF12                | 30 luglio 2016    | Pan-STARRS          |
| 788013 | 2016 PO7                 | 2 agosto 2016     | Pan-STARRS          |
| 788014 | 2016 PS7                 | 29 settembre 2011 | Mount Lemmon Survey |
| 788015 | 2016 PY13                | 17 aprile 2015    | Mount Lemmon Survey |
| 788016 | 2016 PB17                | 27 agosto 2006    | Spacewatch          |
| 788017 | 2016 PO19                | 7 agosto 2016     | Pan-STARRS          |
| 788018 | 2016 PD20                | 22 marzo 2015     | Pan-STARRS          |
| 788019 | 2016 PM20                | 5 settembre 2000  | SDSS                |
| 788020 | 2016 PU24                | 22 marzo 2015     | Pan-STARRS          |
| 788021 | 2016 PD25                | 24 ottobre 2011   | Mount Lemmon Survey |
| 788022 | 2016 PO25                | 5 luglio 2016     | Pan-STARRS          |
| 788023 | 2016 PC26                | 19 ottobre 2011   | Mount Lemmon Survey |
| 788024 | 2016 PM26                | 10 aprile 2015    | Pan-STARRS          |
| 788025 | 2016 PR29                | 6 agosto 2016     | Pan-STARRS          |
| 788026 | 2016 PD30                | 21 maggio 2015    | Pan-STARRS          |
| 788027 | 2016 PE30                | 5 luglio 2016     | Pan-STARRS          |
| 788028 | 2016 PS30                | 12 aprile 2010    | Mount Lemmon Survey |
| 788029 | 2016 PK35                | 25 settembre 2011 | Pan-STARRS          |
| 788030 | 2016 PK36                | 28 ottobre 2011   | Mount Lemmon Survey |
| 788031 | 2016 PS36                | 21 aprile 2009    | Spacewatch          |
| 788032 | 2016 PN48                | 7 agosto 2016     | Pan-STARRS          |
| 788033 | 2016 PW51                | 19 novembre 2007  | Mount Lemmon Survey |
| 788034 | 2016 PW53                | 26 febbraio 2014  | Pan-STARRS          |
| 788035 | 2016 PS54                | 12 febbraio 2008  | Mount Lemmon Survey |
| 788036 | 2016 PG55                | 9 luglio 2015     | Pan-STARRS          |
| 788037 | 2016 PZ57                | 19 maggio 2015    | Spacewatch          |
| 788038 | 2016 PD58                | 7 agosto 2016     | Pan-STARRS          |
| 788039 | 2016 PN60                | 7 agosto 2016     | Pan-STARRS          |
| 788040 | 2016 PB63                | 4 luglio 2016     | Pan-STARRS          |
| 788041 | 2016 PR64                | 9 agosto 2016     | Pan-STARRS          |
| 788042 | 2016 PX66                | 10 agosto 2016    | Pan-STARRS          |
| 788043 | 2016 PJ70                | 23 settembre 2011 | Spacewatch          |
| 788044 | 2016 PS71                | 23 settembre 2011 | Pan-STARRS          |
| 788045 | 2016 PL72                | 11 luglio 2016    | Pan-STARRS          |
| 788046 | 2016 PV72                | 25 marzo 2015     | Pan-STARRS          |
| 788047 | 2016 PC88                | 10 agosto 2016    | Pan-STARRS          |
| 788048 | 2016 PS88                | 28 agosto 2016    | Mount Lemmon Survey |
| 788049 | 2016 PL89                | 20 ottobre 2012   | Mount Lemmon Survey |
| 788050 | 2016 PL90                | 7 agosto 2016     | Pan-STARRS          |
| 788051 | 2016 PV90                | 2 agosto 2016     | Pan-STARRS          |
| 788052 | 2016 PG92                | 8 agosto 2016     | Pan-STARRS          |
| 788053 | 2016 PE93                | 8 novembre 2007   | Spacewatch          |
| 788054 | 2016 PP94                | 8 ottobre 2007    | Mount Lemmon Survey |
| 788055 | 2016 PX94                | 2 agosto 2016     | Pan-STARRS          |
| 788056 | 2016 PR98                | 28 luglio 2011    | Pan-STARRS          |
| 788057 | 2016 PZ98                | 2 agosto 2016     | Pan-STARRS          |
| 788058 | 2016 PA102               | 18 gennaio 2009   | Mount Lemmon Survey |
| 788059 | 2016 PE103               | 22 novembre 2012  | Spacewatch          |
| 788060 | 2016 PU105               | 11 giugno 2015    | Pan-STARRS          |
| 788061 | 2016 PZ106               | 22 settembre 2011 | Spacewatch          |
| 788062 | 2016 PN108               | 26 settembre 2011 | Mount Lemmon Survey |
| 788063 | 2016 PE110               | 2 agosto 2016     | Pan-STARRS          |
| 788064 | 2016 PJ113               | 2 agosto 2016     | Pan-STARRS          |
| 788065 | 2016 PN115               | 27 settembre 2006 | Spacewatch          |
| 788066 | 2016 PO117               | 24 settembre 2011 | Pan-STARRS          |
| 788067 | 2016 PG119               | 2 agosto 2016     | Pan-STARRS          |
| 788068 | 2016 PQ119               | 7 agosto 2016     | Pan-STARRS          |
| 788069 | 2016 PV119               | 24 settembre 2011 | Pan-STARRS          |
| 788070 | 2016 PG120               | 7 agosto 2016     | Pan-STARRS          |
| 788071 | 2016 PF121               | 8 agosto 2016     | Pan-STARRS          |
| 788072 | 2016 PT121               | 9 agosto 2016     | Pan-STARRS          |
| 788073 | 2016 PB125               | 19 settembre 2011 | Pan-STARRS          |
| 788074 | 2016 PY145               | 2 agosto 2016     | Pan-STARRS          |
| 788075 | 2016 PF148               | 3 agosto 2016     | Pan-STARRS          |
| 788076 | 2016 PV148               | 30 luglio 2016    | Pan-STARRS          |
| 788077 | 2016 PW148               | 2 agosto 2016     | Pan-STARRS          |
| 788078 | 2016 PG153               | 1 agosto 2016     | Pan-STARRS          |
| 788079 | 2016 PJ153               | 2 agosto 2016     | Pan-STARRS          |
| 788080 | 2016 PN153               | 7 agosto 2016     | Pan-STARRS          |
| 788081 | 2016 PQ153               | 14 agosto 2016    | Pan-STARRS          |
| 788082 | 2016 PE154               | 1 agosto 2016     | Pan-STARRS          |
| 788083 | 2016 PF154               | 14 agosto 2016    | Pan-STARRS          |
| 788084 | 2016 PP154               | 7 agosto 2016     | Pan-STARRS          |
| 788085 | 2016 PO155               | 11 giugno 2015    | Pan-STARRS          |
| 788086 | 2016 PX156               | 2 agosto 2016     | Pan-STARRS          |
| 788087 | 2016 PJ157               | 7 agosto 2016     | Pan-STARRS          |
| 788088 | 2016 PL157               | 3 agosto 2016     | Pan-STARRS          |
| 788089 | 2016 PH158               | 8 agosto 2016     | Pan-STARRS          |
| 788090 | 2016 PH161               | 3 agosto 2016     | Pan-STARRS          |
| 788091 | 2016 PB166               | 7 agosto 2016     | Pan-STARRS          |
| 788092 | 2016 PV166               | 3 agosto 2016     | Pan-STARRS          |
| 788093 | 2016 PM168               | 10 agosto 2016    | Pan-STARRS          |
| 788094 | 2016 PZ173               | 2 agosto 2016     | Pan-STARRS          |
| 788095 | 2016 PU174               | 3 agosto 2016     | Pan-STARRS          |
| 788096 | 2016 PT175               | 7 agosto 2016     | Pan-STARRS          |
| 788097 | 2016 PA181               | 8 agosto 2016     | Pan-STARRS          |
| 788098 | 2016 PT182               | 2 agosto 2016     | Pan-STARRS          |
| 788099 | 2016 PL185               | 9 agosto 2016     | Pan-STARRS          |
| 788100 | 2016 PL189               | 8 agosto 2016     | Pan-STARRS          |

## 788101–788200
| Nome          | Designazione provvisoria | Data di scoperta  | Scopritore          |
| ------------- | ------------------------ | ----------------- | ------------------- |
| 788101        | 2016 PG191               | 7 agosto 2016     | Pan-STARRS          |
| 788102        | 2016 PT193               | 2 agosto 2016     | Pan-STARRS          |
| 788103        | 2016 PT194               | 2 agosto 2016     | Pan-STARRS          |
| 788104        | 2016 PX196               | 8 agosto 2016     | Pan-STARRS          |
| 788105        | 2016 PB197               | 3 agosto 2016     | Pan-STARRS          |
| 788106        | 2016 PK197               | 9 agosto 2016     | Pan-STARRS          |
| 788107        | 2016 PB200               | 2 agosto 2016     | Pan-STARRS          |
| 788108        | 2016 PG200               | 2 agosto 2016     | Pan-STARRS          |
| 788109        | 2016 PK202               | 7 agosto 2016     | Pan-STARRS          |
| 788110        | 2016 PU202               | 7 agosto 2016     | Pan-STARRS          |
| 788111        | 2016 PF206               | 3 agosto 2016     | Pan-STARRS          |
| 788112        | 2016 PH206               | 2 agosto 2016     | Pan-STARRS          |
| 788113        | 2016 PJ206               | 10 agosto 2016    | Pan-STARRS          |
| 788114        | 2016 PY206               | 2 agosto 2016     | Pan-STARRS          |
| 788115        | 2016 PC209               | 1 agosto 2016     | Pan-STARRS          |
| 788116        | 2016 PT210               | 8 agosto 2016     | Pan-STARRS          |
| 788117        | 2016 PX210               | 9 agosto 2016     | Pan-STARRS          |
| 788118        | 2016 PT211               | 2 agosto 2016     | Pan-STARRS          |
| 788119        | 2016 PO212               | 8 agosto 2016     | Pan-STARRS          |
| 788120        | 2016 PE214               | 10 agosto 2016    | Pan-STARRS          |
| 788121        | 2016 PE217               | 2 agosto 2016     | Pan-STARRS          |
| 788122        | 2016 PU217               | 3 agosto 2016     | Pan-STARRS          |
| 788123        | 2016 PO232               | 7 agosto 2016     | Pan-STARRS          |
| 788124        | 2016 PQ235               | 10 agosto 2016    | Pan-STARRS          |
| 788125        | 2016 PY243               | 24 maggio 2015    | Pan-STARRS          |
| 788126        | 2016 PE245               | 2 agosto 2016     | Pan-STARRS          |
| 788127        | 2016 PD246               | 2 settembre 2011  | Pan-STARRS          |
| 788128        | 2016 PR247               | 7 agosto 2016     | Pan-STARRS          |
| 788129        | 2016 PS250               | 7 agosto 2016     | Pan-STARRS          |
| 788130        | 2016 PT250               | 7 agosto 2016     | Pan-STARRS          |
| 788131        | 2016 PU254               | 7 agosto 2016     | Pan-STARRS          |
| 788132        | 2016 PZ255               | 8 agosto 2016     | Pan-STARRS          |
| 788133        | 2016 PC256               | 3 agosto 2016     | Pan-STARRS          |
| 788134        | 2016 PE257               | 2 agosto 2016     | Pan-STARRS          |
| 788135        | 2016 PD258               | 3 agosto 2016     | Pan-STARRS          |
| 788136        | 2016 PC260               | 2 agosto 2016     | Pan-STARRS          |
| 788137        | 2016 PJ261               | 7 agosto 2016     | Pan-STARRS          |
| 788138        | 2016 PC262               | 2 agosto 2016     | Pan-STARRS          |
| 788139        | 2016 PK262               | 10 agosto 2016    | Pan-STARRS          |
| 788140        | 2016 PK263               | 8 agosto 2016     | Pan-STARRS          |
| 788141        | 2016 PQ264               | 9 agosto 2016     | Pan-STARRS          |
| 788142        | 2016 PB265               | 7 agosto 2016     | Pan-STARRS          |
| 788143        | 2016 PN265               | 1 agosto 2016     | Pan-STARRS          |
| 788144        | 2016 PZ269               | 10 agosto 2016    | Pan-STARRS          |
| 788145        | 2016 PC272               | 8 agosto 2016     | Pan-STARRS          |
| 788146        | 2016 PL272               | 1 agosto 2016     | Pan-STARRS          |
| 788147        | 2016 PC284               | 10 agosto 2016    | Pan-STARRS          |
| 788148        | 2016 PT289               | 7 agosto 2016     | Pan-STARRS          |
| 788149        | 2016 PW290               | 3 agosto 2016     | Pan-STARRS          |
| 788150        | 2016 PP291               | 7 agosto 2016     | Pan-STARRS          |
| 788151        | 2016 PA293               | 9 agosto 2016     | Pan-STARRS          |
| 788152        | 2016 PS294               | 8 agosto 2016     | Pan-STARRS          |
| 788153 Trabia | 2016 PT297               | 1 agosto 2016     | COIAS               |
| 788154        | 2016 PT306               | 19 aprile 2020    | Pan-STARRS          |
| 788155        | 2016 QS                  | 22 febbraio 2009  | F. Hormuth          |
| 788156        | 2016 QN6                 | 24 settembre 2011 | Pan-STARRS          |
| 788157        | 2016 QM15                | 7 luglio 2016     | Pan-STARRS          |
| 788158        | 2016 QY21                | 26 agosto 2016    | Pan-STARRS          |
| 788159        | 2016 QA23                | 17 gennaio 2013   | Spacewatch          |
| 788160        | 2016 QE25                | 26 agosto 2016    | Pan-STARRS          |
| 788161        | 2016 QJ28                | 7 luglio 2016     | Pan-STARRS          |
| 788162        | 2016 QV28                | 16 maggio 2010    | Spacewatch          |
| 788163        | 2016 QO38                | 26 febbraio 2014  | Pan-STARRS          |
| 788164        | 2016 QC43                | 28 settembre 2011 | Mount Lemmon Survey |
| 788165        | 2016 QO47                | 12 luglio 2016    | Mount Lemmon Survey |
| 788166        | 2016 QZ53                | 16 gennaio 2013   | Pan-STARRS          |
| 788167        | 2016 QU55                | 9 luglio 2016     | Pan-STARRS          |
| 788168        | 2016 QE59                | 7 luglio 2016     | Pan-STARRS          |
| 788169        | 2016 QZ61                | 11 luglio 2016    | Pan-STARRS          |
| 788170        | 2016 QV62                | 4 settembre 2011  | Pan-STARRS          |
| 788171        | 2016 QQ64                | 29 agosto 2016    | Mount Lemmon Survey |
| 788172        | 2016 QQ68                | 23 gennaio 2015   | Pan-STARRS          |
| 788173        | 2016 QH71                | 24 ottobre 2011   | Pan-STARRS          |
| 788174        | 2016 QD74                | 29 agosto 2016    | Mount Lemmon Survey |
| 788175        | 2016 QJ81                | 30 agosto 2016    | Mount Lemmon Survey |
| 788176        | 2016 QF82                | 28 agosto 2016    | Mount Lemmon Survey |
| 788177        | 2016 QB90                | 27 agosto 2016    | Pan-STARRS          |
| 788178        | 2016 QM90                | 5 settembre 2007  | Mount Lemmon Survey |
| 788179        | 2016 QS95                | 29 agosto 2016    | Mount Lemmon Survey |
| 788180        | 2016 QQ103               | 26 agosto 2016    | Pan-STARRS          |
| 788181        | 2016 QV110               | 27 agosto 2016    | Pan-STARRS          |
| 788182        | 2016 QE111               | 29 agosto 2016    | Mount Lemmon Survey |
| 788183        | 2016 QH111               | 27 agosto 2016    | Pan-STARRS          |
| 788184        | 2016 QE113               | 27 agosto 2016    | Pan-STARRS          |
| 788185        | 2016 QF113               | 30 agosto 2016    | Pan-STARRS          |
| 788186        | 2016 QN113               | 29 agosto 2016    | Mount Lemmon Survey |
| 788187        | 2016 QS114               | 30 agosto 2016    | Mount Lemmon Survey |
| 788188        | 2016 QK115               | 27 agosto 2016    | Pan-STARRS          |
| 788189        | 2016 QH117               | 30 agosto 2016    | Mount Lemmon Survey |
| 788190        | 2016 QL119               | 27 agosto 2016    | Pan-STARRS          |
| 788191        | 2016 QA122               | 31 agosto 2005    | Spacewatch          |
| 788192        | 2016 QW125               | 30 agosto 2016    | Pan-STARRS          |
| 788193        | 2016 QT126               | 30 agosto 2016    | Pan-STARRS          |
| 788194        | 2016 QU128               | 30 agosto 2016    | Mount Lemmon Survey |
| 788195        | 2016 QS129               | 26 agosto 2016    | Pan-STARRS          |
| 788196        | 2016 QJ134               | 22 ottobre 2011   | Mount Lemmon Survey |
| 788197        | 2016 QL136               | 24 agosto 2016    | Spacewatch          |
| 788198        | 2016 QW143               | 30 agosto 2016    | Pan-STARRS          |
| 788199        | 2016 QE145               | 28 agosto 2016    | Mount Lemmon Survey |
| 788200        | 2016 QQ145               | 27 agosto 2016    | Pan-STARRS          |

## 788201–788300
| Nome   | Designazione provvisoria | Data di scoperta  | Scopritore          |
| ------ | ------------------------ | ----------------- | ------------------- |
| 788201 | 2016 QM146               | 30 agosto 2016    | Pan-STARRS          |
| 788202 | 2016 QT147               | 26 agosto 2016    | Pan-STARRS          |
| 788203 | 2016 QF148               | 29 agosto 2016    | Mount Lemmon Survey |
| 788204 | 2016 QL148               | 30 agosto 2016    | Mount Lemmon Survey |
| 788205 | 2016 QW148               | 22 dicembre 2012  | Pan-STARRS          |
| 788206 | 2016 QA151               | 27 agosto 2016    | Pan-STARRS          |
| 788207 | 2016 QQ155               | 29 agosto 2016    | Mount Lemmon Survey |
| 788208 | 2016 RH10                | 4 settembre 2011  | Pan-STARRS          |
| 788209 | 2016 RG11                | 3 agosto 2016     | Pan-STARRS          |
| 788210 | 2016 RZ13                | 27 settembre 2011 | Mount Lemmon Survey |
| 788211 | 2016 RW14                | 24 ottobre 2011   | Pan-STARRS          |
| 788212 | 2016 RJ22                | 11 luglio 2016    | Pan-STARRS          |
| 788213 | 2016 RO22                | 28 gennaio 2014   | Spacewatch          |
| 788214 | 2016 RW22                | 13 luglio 2016    | Mount Lemmon Survey |
| 788215 | 2016 RO37                | 18 giugno 2010    | Mount Lemmon Survey |
| 788216 | 2016 RL42                | 27 gennaio 2015   | Pan-STARRS          |
| 788217 | 2016 RA43                | 13 ottobre 2007   | Mount Lemmon Survey |
| 788218 | 2016 RS44                | 12 ottobre 2007   | Spacewatch          |
| 788219 | 2016 RU44                | 10 settembre 2016 | Mount Lemmon Survey |
| 788220 | 2016 RC48                | 6 settembre 2016  | Pan-STARRS          |
| 788221 | 2016 RV48                | 10 settembre 2016 | Spacewatch          |
| 788222 | 2016 RS59                | 12 settembre 2016 | Pan-STARRS          |
| 788223 | 2016 RB60                | 12 settembre 2016 | Pan-STARRS          |
| 788224 | 2016 RN60                | 5 settembre 2016  | Mount Lemmon Survey |
| 788225 | 2016 RO60                | 12 settembre 2016 | Pan-STARRS          |
| 788226 | 2016 RY60                | 10 settembre 2016 | Mount Lemmon Survey |
| 788227 | 2016 RJ61                | 8 settembre 2016  | Pan-STARRS          |
| 788228 | 2016 RY64                | 12 settembre 2016 | Mount Lemmon Survey |
| 788229 | 2016 RE65                | 12 settembre 2016 | Pan-STARRS          |
| 788230 | 2016 RH69                | 8 settembre 2016  | Pan-STARRS          |
| 788231 | 2016 RF70                | 12 settembre 2016 | Pan-STARRS          |
| 788232 | 2016 RR73                | 12 settembre 2016 | Pan-STARRS          |
| 788233 | 2016 RG75                | 2 settembre 2016  | Mount Lemmon Survey |
| 788234 | 2016 RU76                | 12 settembre 2016 | Pan-STARRS          |
| 788235 | 2016 RA77                | 12 settembre 2016 | Pan-STARRS          |
| 788236 | 2016 RB77                | 6 settembre 2016  | Mount Lemmon Survey |
| 788237 | 2016 RV77                | 6 settembre 2016  | Mount Lemmon Survey |
| 788238 | 2016 RK78                | 12 settembre 2016 | Pan-STARRS          |
| 788239 | 2016 RN79                | 6 settembre 2016  | Mount Lemmon Survey |
| 788240 | 2016 RU79                | 6 settembre 2016  | Mount Lemmon Survey |
| 788241 | 2016 RJ86                | 10 settembre 2016 | Mount Lemmon Survey |
| 788242 | 2016 RK87                | 11 settembre 2016 | Mount Lemmon Survey |
| 788243 | 2016 RD92                | 8 settembre 2016  | Pan-STARRS          |
| 788244 | 2016 RH92                | 8 settembre 2016  | Pan-STARRS          |
| 788245 | 2016 RT103               | 4 novembre 2012   | Mount Lemmon Survey |
| 788246 | 2016 SE26                | 14 agosto 2016    | Pan-STARRS          |
| 788247 | 2016 SL26                | 28 agosto 2016    | Mount Lemmon Survey |
| 788248 | 2016 SB39                | 1 marzo 2008      | Spacewatch          |
| 788249 | 2016 SE43                | 5 dicembre 2008   | Spacewatch          |
| 788250 | 2016 SH53                | 26 settembre 2016 | Pan-STARRS          |
| 788251 | 2016 SV53                | 26 settembre 2016 | Pan-STARRS          |
| 788252 | 2016 SS64                | 27 settembre 2016 | Pan-STARRS          |
| 788253 | 2016 SY64                | 9 ottobre 2007    | Spacewatch          |
| 788254 | 2016 SV71                | 30 settembre 2016 | Pan-STARRS          |
| 788255 | 2016 SO74                | 30 settembre 2016 | Pan-STARRS          |
| 788256 | 2016 SW74                | 26 settembre 2016 | Pan-STARRS          |
| 788257 | 2016 ST75                | 25 settembre 2016 | Pan-STARRS          |
| 788258 | 2016 SR78                | 27 settembre 2016 | Pan-STARRS          |
| 788259 | 2016 SA81                | 27 settembre 2016 | Pan-STARRS          |
| 788260 | 2016 SL81                | 25 settembre 2016 | Pan-STARRS          |
| 788261 | 2016 SF84                | 25 settembre 2016 | Pan-STARRS          |
| 788262 | 2016 SN84                | 30 settembre 2016 | Pan-STARRS          |
| 788263 | 2016 SX86                | 26 settembre 2016 | Pan-STARRS          |
| 788264 | 2016 SD89                | 30 settembre 2016 | Pan-STARRS          |
| 788265 | 2016 SF89                | 25 settembre 2016 | Pan-STARRS          |
| 788266 | 2016 SQ89                | 27 settembre 2016 | Pan-STARRS          |
| 788267 | 2016 SN102               | 25 settembre 2016 | Mount Lemmon Survey |
| 788268 | 2016 SL104               | 30 settembre 2016 | Pan-STARRS          |
| 788269 | 2016 SN104               | 7 maggio 2014     | Pan-STARRS          |
| 788270 | 2016 SV104               | 26 settembre 2016 | Pan-STARRS          |
| 788271 | 2016 SV110               | 27 settembre 2016 | Mount Lemmon Survey |
| 788272 | 2016 SZ124               | 30 settembre 2016 | Pan-STARRS          |
| 788273 | 2016 TO7                 | 31 dicembre 2008  | Mount Lemmon Survey |
| 788274 | 2016 TT11                | 1 ottobre 2016    | Mount Lemmon Survey |
| 788275 | 2016 TJ22                | 2 agosto 2016     | Pan-STARRS          |
| 788276 | 2016 TW32                | 6 novembre 2008   | Spacewatch          |
| 788277 | 2016 TB49                | 7 ottobre 2016    | Pan-STARRS          |
| 788278 | 2016 TX50                | 7 ottobre 2016    | Pan-STARRS          |
| 788279 | 2016 TH53                | 28 agosto 2016    | Mount Lemmon Survey |
| 788280 | 2016 TA59                | 26 ottobre 2011   | Pan-STARRS          |
| 788281 | 2016 TG64                | 2 agosto 2016     | Pan-STARRS          |
| 788282 | 2016 TR64                | 7 ottobre 2016    | Pan-STARRS          |
| 788283 | 2016 TF93                | 30 agosto 2016    | Pan-STARRS          |
| 788284 | 2016 TT105               | 1 ottobre 2016    | Mount Lemmon Survey |
| 788285 | 2016 TC110               | 10 ottobre 2016   | Mount Lemmon Survey |
| 788286 | 2016 TR122               | 7 ottobre 2016    | Pan-STARRS          |
| 788287 | 2016 TB124               | 2 ottobre 2016    | Mount Lemmon Survey |
| 788288 | 2016 TK124               | 9 ottobre 2016    | Mount Lemmon Survey |
| 788289 | 2016 TU124               | 5 ottobre 2016    | Mount Lemmon Survey |
| 788290 | 2016 TY125               | 2 ottobre 2016    | Mount Lemmon Survey |
| 788291 | 2016 TM129               | 2 ottobre 2016    | Mount Lemmon Survey |
| 788292 | 2016 TF132               | 4 ottobre 2016    | Spacewatch          |
| 788293 | 2016 TY133               | 6 ottobre 2016    | Pan-STARRS          |
| 788294 | 2016 TO134               | 9 ottobre 2016    | Pan-STARRS          |
| 788295 | 2016 TQ134               | 11 ottobre 2016   | Mount Lemmon Survey |
| 788296 | 2016 TO139               | 13 ottobre 2016   | Mount Lemmon Survey |
| 788297 | 2016 TB142               | 13 ottobre 2016   | Mount Lemmon Survey |
| 788298 | 2016 TM144               | 6 ottobre 2016    | Pan-STARRS          |
| 788299 | 2016 TJ146               | 9 ottobre 2016    | Pan-STARRS          |
| 788300 | 2016 TP146               | 1 ottobre 2016    | Mount Lemmon Survey |

## 788301–788400
| Nome   | Designazione provvisoria | Data di scoperta  | Scopritore          |
| ------ | ------------------------ | ----------------- | ------------------- |
| 788301 | 2016 TP150               | 6 ottobre 2016    | Pan-STARRS          |
| 788302 | 2016 TS151               | 10 ottobre 2016   | Mount Lemmon Survey |
| 788303 | 2016 TB155               | 9 ottobre 2016    | Mount Lemmon Survey |
| 788304 | 2016 TF169               | 10 ottobre 2016   | Pan-STARRS          |
| 788305 | 2016 TO172               | 2 ottobre 2016    | Mount Lemmon Survey |
| 788306 | 2016 TH173               | 6 ottobre 2016    | Pan-STARRS          |
| 788307 | 2016 TJ175               | 7 ottobre 2016    | Pan-STARRS          |
| 788308 | 2016 TL175               | 6 ottobre 2016    | Pan-STARRS          |
| 788309 | 2016 TO175               | 4 ottobre 2016    | Spacewatch          |
| 788310 | 2016 TF178               | 7 ottobre 2016    | Pan-STARRS          |
| 788311 | 2016 TY181               | 7 ottobre 2016    | Pan-STARRS          |
| 788312 | 2016 TC182               | 12 ottobre 2016   | Mount Lemmon Survey |
| 788313 | 2016 TZ186               | 13 ottobre 2016   | Pan-STARRS          |
| 788314 | 2016 UE8                 | 19 novembre 2011  | Mount Lemmon Survey |
| 788315 | 2016 UV23                | 21 ottobre 2016   | Mount Lemmon Survey |
| 788316 | 2016 UT24                | 21 ottobre 2016   | Mount Lemmon Survey |
| 788317 | 2016 UJ25                | 4 dicembre 2012   | Mount Lemmon Survey |
| 788318 | 2016 UT39                | 25 ottobre 2012   | Spacewatch          |
| 788319 | 2016 UY63                | 7 novembre 2012   | Mount Lemmon Survey |
| 788320 | 2016 UG67                | 21 novembre 2008  | Mount Lemmon Survey |
| 788321 | 2016 UV77                | 23 ottobre 2008   | Mount Lemmon Survey |
| 788322 | 2016 UN85                | 26 ottobre 2016   | Pan-STARRS          |
| 788323 | 2016 UA89                | 22 settembre 2016 | Mount Lemmon Survey |
| 788324 | 2016 UA94                | 26 ottobre 2016   | Pan-STARRS          |
| 788325 | 2016 UL109               | 21 settembre 2011 | Mount Lemmon Survey |
| 788326 | 2016 UP121               | 18 giugno 2015    | Pan-STARRS          |
| 788327 | 2016 UE127               | 26 ottobre 2016   | Pan-STARRS          |
| 788328 | 2016 UN129               | 26 ottobre 2016   | Pan-STARRS          |
| 788329 | 2016 UV130               | 4 maggio 2014     | Pan-STARRS          |
| 788330 | 2016 UC132               | 26 ottobre 2016   | Pan-STARRS          |
| 788331 | 2016 UM138               | 13 ottobre 2016   | Mount Lemmon Survey |
| 788332 | 2016 UQ149               | 22 ottobre 2016   | Mount Lemmon Survey |
| 788333 | 2016 UD217               | 23 dicembre 2017  | Pan-STARRS          |
| 788334 | 2016 UV223               | 5 marzo 2008      | Mount Lemmon Survey |
| 788335 | 2016 UR224               | 26 ottobre 2016   | Pan-STARRS          |
| 788336 | 2016 UW224               | 26 ottobre 2016   | Pan-STARRS          |
| 788337 | 2016 UJ228               | 26 ottobre 2016   | Pan-STARRS          |
| 788338 | 2016 UK228               | 19 gennaio 2012   | Pan-STARRS          |
| 788339 | 2016 UT229               | 31 ottobre 2016   | Pan-STARRS          |
| 788340 | 2016 UT247               | 25 ottobre 2016   | Pan-STARRS          |
| 788341 | 2016 UR251               | 25 ottobre 2016   | Pan-STARRS          |
| 788342 | 2016 UJ252               | 30 settembre 2016 | Pan-STARRS          |
| 788343 | 2016 UY253               | 28 ottobre 2016   | Pan-STARRS          |
| 788344 | 2016 UB255               | 28 ottobre 2016   | Pan-STARRS          |
| 788345 | 2016 UT258               | 19 ottobre 2016   | Pan-STARRS          |
| 788346 | 2016 UM260               | 26 ottobre 2016   | Pan-STARRS          |
| 788347 | 2016 UQ260               | 25 ottobre 2016   | Pan-STARRS          |
| 788348 | 2016 UD261               | 28 ottobre 2016   | Pan-STARRS          |
| 788349 | 2016 UO261               | 28 ottobre 2016   | Pan-STARRS          |
| 788350 | 2016 UL266               | 22 ottobre 2016   | Spacewatch          |
| 788351 | 2016 UO266               | 25 ottobre 2016   | Pan-STARRS          |
| 788352 | 2016 UW268               | 21 ottobre 2016   | Mount Lemmon Survey |
| 788353 | 2016 UH269               | 25 ottobre 2016   | Pan-STARRS          |
| 788354 | 2016 UJ269               | 21 ottobre 2016   | Mount Lemmon Survey |
| 788355 | 2016 UY272               | 28 ottobre 2016   | Pan-STARRS          |
| 788356 | 2016 UT277               | 20 ottobre 2016   | Mount Lemmon Survey |
| 788357 | 2016 UE278               | 27 ottobre 2016   | Mount Lemmon Survey |
| 788358 | 2016 UR278               | 30 ottobre 2016   | Mount Lemmon Survey |
| 788359 | 2016 UA279               | 21 ottobre 2016   | Mount Lemmon Survey |
| 788360 | 2016 UX279               | 28 ottobre 2016   | Pan-STARRS          |
| 788361 | 2016 VN10                | 8 maggio 2014     | Pan-STARRS          |
| 788362 | 2016 VP23                | 10 novembre 2016  | Pan-STARRS          |
| 788363 | 2016 VH33                | 6 novembre 2016   | Mount Lemmon Survey |
| 788364 | 2016 VE38                | 4 novembre 2016   | Pan-STARRS          |
| 788365 | 2016 VW39                | 11 novembre 2016  | Mount Lemmon Survey |
| 788366 | 2016 VP42                | 8 novembre 2016   | Pan-STARRS          |
| 788367 | 2016 VH53                | 3 novembre 2016   | Pan-STARRS          |
| 788368 | 2016 VD60                | 10 novembre 2016  | Pan-STARRS          |
| 788369 | 2016 WR12                | 4 ottobre 2016    | Mount Lemmon Survey |
| 788370 | 2016 WG13                | 20 novembre 2003  | Spacewatch          |
| 788371 | 2016 WW14                | 24 ottobre 2011   | Mount Lemmon Survey |
| 788372 | 2016 WK18                | 4 maggio 2005     | C. Veillet          |
| 788373 | 2016 WL21                | 9 settembre 2015  | Pan-STARRS          |
| 788374 | 2016 WM23                | 27 settembre 2006 | CSS                 |
| 788375 | 2016 WZ29                | 28 ottobre 2016   | Pan-STARRS          |
| 788376 | 2016 WT31                | 19 settembre 2001 | Spacewatch          |
| 788377 | 2016 WB37                | 19 ottobre 2011   | Spacewatch          |
| 788378 | 2016 WC41                | 30 ottobre 2005   | Spacewatch          |
| 788379 | 2016 WJ42                | 25 luglio 2015    | Pan-STARRS          |
| 788380 | 2016 WB57                | 19 luglio 2015    | Pan-STARRS          |
| 788381 | 2016 WU58                | 26 novembre 2016  | Pan-STARRS          |
| 788382 | 2016 WC59                | 27 ottobre 2016   | Spacewatch          |
| 788383 | 2016 WJ59                | 20 ottobre 2011   | Mount Lemmon Survey |
| 788384 | 2016 WV59                | 25 novembre 2016  | Mount Lemmon Survey |
| 788385 | 2016 WM62                | 18 gennaio 2013   | Mount Lemmon Survey |
| 788386 | 2016 WO62                | 25 novembre 2016  | Mount Lemmon Survey |
| 788387 | 2016 WQ63                | 28 novembre 2016  | Pan-STARRS          |
| 788388 | 2016 WL65                | 23 novembre 2016  | Mount Lemmon Survey |
| 788389 | 2016 WD67                | 28 novembre 2016  | Pan-STARRS          |
| 788390 | 2016 WH67                | 19 novembre 2016  | Mount Lemmon Survey |
| 788391 | 2016 WH69                | 30 novembre 2016  | Mount Lemmon Survey |
| 788392 | 2016 WR69                | 25 novembre 2016  | Mount Lemmon Survey |
| 788393 | 2016 WK70                | 25 novembre 2016  | Mount Lemmon Survey |
| 788394 | 2016 WO71                | 26 giugno 2015    | Pan-STARRS          |
| 788395 | 2016 WS71                | 28 novembre 2016  | Pan-STARRS          |
| 788396 | 2016 WW71                | 18 novembre 2016  | Mount Lemmon Survey |
| 788397 | 2016 WK76                | 23 novembre 2016  | Mount Lemmon Survey |
| 788398 | 2016 WH82                | 2 novembre 2006   | Spacewatch          |
| 788399 | 2016 WR87                | 28 novembre 2016  | Pan-STARRS          |
| 788400 | 2016 XE11                | 12 ottobre 2010   | Mount Lemmon Survey |

## 788401–788500
| Nome   | Designazione provvisoria | Data di scoperta  | Scopritore          |
| ------ | ------------------------ | ----------------- | ------------------- |
| 788401 | 2016 XD24                | 10 ottobre 2016   | Mount Lemmon Survey |
| 788402 | 2016 XK27                | 9 dicembre 2016   | Mount Lemmon Survey |
| 788403 | 2016 XK28                | 26 ottobre 2011   | Pan-STARRS          |
| 788404 | 2016 XM30                | 28 settembre 2003 | LONEOS              |
| 788405 | 2016 XX31                | 1 dicembre 2016   | Mount Lemmon Survey |
| 788406 | 2016 XP33                | 9 dicembre 2016   | Mount Lemmon Survey |
| 788407 | 2016 XB34                | 5 dicembre 2016   | Mount Lemmon Survey |
| 788408 | 2016 YU5                 | 11 dicembre 2016  | Mount Lemmon Survey |
| 788409 | 2016 YP12                | 23 dicembre 2016  | Pan-STARRS          |
| 788410 | 2016 YG14                | 19 gennaio 2012   | Spacewatch          |
| 788411 | 2016 YV17                | 24 dicembre 2016  | Pan-STARRS          |
| 788412 | 2016 YB18                | 23 dicembre 2016  | Pan-STARRS          |
| 788413 | 2016 YC18                | 23 dicembre 2016  | Pan-STARRS          |
| 788414 | 2016 YO19                | 23 dicembre 2016  | Pan-STARRS          |
| 788415 | 2016 YM22                | 22 dicembre 2016  | Pan-STARRS          |
| 788416 | 2016 YQ22                | 27 dicembre 2016  | Mount Lemmon Survey |
| 788417 | 2016 YE23                | 22 dicembre 2016  | Pan-STARRS          |
| 788418 | 2016 YN23                | 22 dicembre 2016  | Pan-STARRS          |
| 788419 | 2016 YY23                | 23 dicembre 2016  | Pan-STARRS          |
| 788420 | 2016 YN24                | 27 dicembre 2016  | Mount Lemmon Survey |
| 788421 | 2016 YU24                | 27 dicembre 2016  | Mount Lemmon Survey |
| 788422 | 2016 YF25                | 30 dicembre 2016  | PMO NEO             |
| 788423 | 2016 YF26                | 27 dicembre 2016  | Mount Lemmon Survey |
| 788424 | 2016 YU26                | 23 dicembre 2016  | Pan-STARRS          |
| 788425 | 2016 YP28                | 23 dicembre 2016  | Pan-STARRS          |
| 788426 | 2016 YS34                | 23 dicembre 2016  | Pan-STARRS          |
| 788427 | 2016 YZ35                | 3 gennaio 2009    | Mount Lemmon Survey |
| 788428 | 2017 AM6                 | 15 giugno 2015    | Pan-STARRS          |
| 788429 | 2017 AM7                 | 3 febbraio 2013   | Pan-STARRS          |
| 788430 | 2017 AL17                | 31 gennaio 2009   | Mount Lemmon Survey |
| 788431 | 2017 AF18                | 10 novembre 2016  | Pan-STARRS          |
| 788432 | 2017 AZ22                | 3 agosto 2014     | Pan-STARRS          |
| 788433 | 2017 AR23                | 22 marzo 2012     | Mount Lemmon Survey |
| 788434 | 2017 AL25                | 2 gennaio 2017    | Pan-STARRS          |
| 788435 | 2017 AU25                | 4 gennaio 2017    | Pan-STARRS          |
| 788436 | 2017 AS26                | 3 gennaio 2017    | Pan-STARRS          |
| 788437 | 2017 AN27                | 2 gennaio 2017    | Pan-STARRS          |
| 788438 | 2017 AT29                | 4 gennaio 2017    | Pan-STARRS          |
| 788439 | 2017 AF30                | 2 gennaio 2017    | Pan-STARRS          |
| 788440 | 2017 AO33                | 4 gennaio 2017    | Pan-STARRS          |
| 788441 | 2017 AT33                | 9 gennaio 2017    | Mount Lemmon Survey |
| 788442 | 2017 AW33                | 2 gennaio 2017    | Pan-STARRS          |
| 788443 | 2017 AY33                | 4 gennaio 2017    | Pan-STARRS          |
| 788444 | 2017 AZ33                | 4 gennaio 2017    | Pan-STARRS          |
| 788445 | 2017 AM34                | 4 gennaio 2017    | Pan-STARRS          |
| 788446 | 2017 AY34                | 2 gennaio 2017    | Pan-STARRS          |
| 788447 | 2017 AV36                | 2 gennaio 2017    | Pan-STARRS          |
| 788448 | 2017 AM38                | 3 gennaio 2017    | Pan-STARRS          |
| 788449 | 2017 AO38                | 5 gennaio 2017    | Mount Lemmon Survey |
| 788450 | 2017 AC39                | 3 gennaio 2017    | Pan-STARRS          |
| 788451 | 2017 AX42                | 4 gennaio 2017    | Pan-STARRS          |
| 788452 | 2017 AW43                | 2 gennaio 2017    | Pan-STARRS          |
| 788453 | 2017 AG45                | 5 gennaio 2017    | Mount Lemmon Survey |
| 788454 | 2017 AK45                | 2 gennaio 2017    | Pan-STARRS          |
| 788455 | 2017 AT46                | 4 gennaio 2017    | Pan-STARRS          |
| 788456 | 2017 AA47                | 3 gennaio 2017    | Pan-STARRS          |
| 788457 | 2017 AG47                | 2 gennaio 2017    | Pan-STARRS          |
| 788458 | 2017 AR51                | 3 gennaio 2017    | Pan-STARRS          |
| 788459 | 2017 AB52                | 4 gennaio 2017    | Pan-STARRS          |
| 788460 | 2017 AW55                | 2 gennaio 2017    | Pan-STARRS          |
| 788461 | 2017 AE58                | 4 gennaio 2017    | Pan-STARRS          |
| 788462 | 2017 AH58                | 4 gennaio 2017    | Pan-STARRS          |
| 788463 | 2017 AE61                | 9 febbraio 2008   | Mount Lemmon Survey |
| 788464 | 2017 AH68                | 7 gennaio 2017    | Mount Lemmon Survey |
| 788465 | 2017 BE10                | 10 novembre 2016  | Pan-STARRS          |
| 788466 | 2017 BE11                | 5 febbraio 2013   | Spacewatch          |
| 788467 | 2017 BT11                | 24 gennaio 2017   | K. Sárneczky        |
| 788468 | 2017 BC14                | 27 giugno 2015    | Pan-STARRS          |
| 788469 | 2017 BB16                | 25 gennaio 2009   | Spacewatch          |
| 788470 | 2017 BB17                | 20 ottobre 2007   | Mount Lemmon Survey |
| 788471 | 2017 BG18                | 13 ottobre 2015   | Pan-STARRS          |
| 788472 | 2017 BG20                | 26 gennaio 2017   | Mount Lemmon Survey |
| 788473 | 2017 BG24                | 20 febbraio 2009  | Mount Lemmon Survey |
| 788474 | 2017 BC37                | 31 gennaio 2009   | Spacewatch          |
| 788475 | 2017 BS40                | 26 gennaio 2017   | Mount Lemmon Survey |
| 788476 | 2017 BZ40                | 4 settembre 2010  | Spacewatch          |
| 788477 | 2017 BC43                | 25 luglio 2015    | Pan-STARRS          |
| 788478 | 2017 BE48                | 26 gennaio 2017   | Mount Lemmon Survey |
| 788479 | 2017 BE51                | 3 febbraio 2009   | Spacewatch          |
| 788480 | 2017 BH52                | 2 febbraio 2005   | Spacewatch          |
| 788481 | 2017 BP60                | 21 agosto 2015    | Pan-STARRS          |
| 788482 | 2017 BP67                | 23 dicembre 2016  | Pan-STARRS          |
| 788483 | 2017 BQ67                | 25 novembre 2005  | Spacewatch          |
| 788484 | 2017 BK69                | 26 gennaio 2017   | Mount Lemmon Survey |
| 788485 | 2017 BN74                | 27 gennaio 2017   | Pan-STARRS          |
| 788486 | 2017 BY74                | 3 febbraio 2013   | Pan-STARRS          |
| 788487 | 2017 BH81                | 27 gennaio 2012   | Mount Lemmon Survey |
| 788488 | 2017 BM81                | 27 gennaio 2017   | Pan-STARRS          |
| 788489 | 2017 BU84                | 12 ottobre 2007   | Mount Lemmon Survey |
| 788490 | 2017 BS86                | 28 gennaio 2017   | Mount Lemmon Survey |
| 788491 | 2017 BC87                | 25 novembre 2005  | Mount Lemmon Survey |
| 788492 | 2017 BM100               | 7 giugno 2014     | Pan-STARRS          |
| 788493 | 2017 BE101               | 5 febbraio 2009   | Spacewatch          |
| 788494 | 2017 BS101               | 13 aprile 2013    | Pan-STARRS          |
| 788495 | 2017 BZ101               | 28 gennaio 2017   | Pan-STARRS          |
| 788496 | 2017 BB103               | 4 gennaio 2000    | LINEAR              |
| 788497 | 2017 BZ103               | 3 gennaio 2017    | Pan-STARRS          |
| 788498 | 2017 BU110               | 1 ottobre 2011    | Mount Lemmon Survey |
| 788499 | 2017 BD115               | 29 ottobre 2010   | Mount Lemmon Survey |
| 788500 | 2017 BK118               | 30 gennaio 2017   | Pan-STARRS          |

## 788501–788600
| Nome   | Designazione provvisoria | Data di scoperta | Scopritore            |
| ------ | ------------------------ | ---------------- | --------------------- |
| 788501 | 2017 BF119               | 30 gennaio 2017  | E. Schwab, D. Koschny |
| 788502 | 2017 BL119               | 3 novembre 2007  | Mount Lemmon Survey   |
| 788503 | 2017 BL121               | 9 ottobre 2007   | Mount Lemmon Survey   |
| 788504 | 2017 BD124               | 23 dicembre 2016 | Pan-STARRS            |
| 788505 | 2017 BL128               | 17 gennaio 2013  | CSS                   |
| 788506 | 2017 BF130               | 26 gennaio 2017  | Mount Lemmon Survey   |
| 788507 | 2017 BP130               | 26 gennaio 2017  | Mount Lemmon Survey   |
| 788508 | 2017 BS130               | 20 aprile 2009   | Mount Lemmon Survey   |
| 788509 | 2017 BQ132               | 31 gennaio 2017  | Pan-STARRS            |
| 788510 | 2017 BU133               | 31 gennaio 2017  | Pan-STARRS            |
| 788511 | 2017 BS135               | 24 ottobre 2011  | Pan-STARRS            |
| 788512 | 2017 BP138               | 28 luglio 2014   | Pan-STARRS            |
| 788513 | 2017 BX140               | 6 marzo 2013     | Pan-STARRS            |
| 788514 | 2017 BN142               | 26 gennaio 2017  | Pan-STARRS            |
| 788515 | 2017 BB146               | 19 gennaio 2017  | Mount Lemmon Survey   |
| 788516 | 2017 BD146               | 31 gennaio 2017  | Pan-STARRS            |
| 788517 | 2017 BF146               | 30 gennaio 2017  | Pan-STARRS            |
| 788518 | 2017 BC148               | 28 gennaio 2017  | Pan-STARRS            |
| 788519 | 2017 BJ150               | 20 gennaio 2017  | Pan-STARRS            |
| 788520 | 2017 BF152               | 27 gennaio 2017  | Pan-STARRS            |
| 788521 | 2017 BQ153               | 27 gennaio 2017  | Pan-STARRS            |
| 788522 | 2017 BC154               | 27 gennaio 2017  | Pan-STARRS            |
| 788523 | 2017 BB157               | 28 gennaio 2017  | Pan-STARRS            |
| 788524 | 2017 BJ157               | 26 gennaio 2017  | Pan-STARRS            |
| 788525 | 2017 BZ157               | 28 gennaio 2017  | Pan-STARRS            |
| 788526 | 2017 BK158               | 30 gennaio 2017  | Spacewatch            |
| 788527 | 2017 BJ159               | 30 gennaio 2017  | Pan-STARRS            |
| 788528 | 2017 BO160               | 28 gennaio 2017  | Pan-STARRS            |
| 788529 | 2017 BT160               | 31 gennaio 2017  | Pan-STARRS            |
| 788530 | 2017 BX160               | 20 gennaio 2017  | Pan-STARRS            |
| 788531 | 2017 BU162               | 20 gennaio 2017  | Pan-STARRS            |
| 788532 | 2017 BT163               | 29 gennaio 2017  | Pan-STARRS            |
| 788533 | 2017 BG166               | 30 gennaio 2017  | Pan-STARRS            |
| 788534 | 2017 BC168               | 28 gennaio 2017  | Pan-STARRS            |
| 788535 | 2017 BS169               | 27 gennaio 2017  | Pan-STARRS            |
| 788536 | 2017 BX169               | 30 gennaio 2017  | Pan-STARRS            |
| 788537 | 2017 BH170               | 27 gennaio 2017  | Mount Lemmon Survey   |
| 788538 | 2017 BB171               | 30 gennaio 2017  | Pan-STARRS            |
| 788539 | 2017 BF171               | 26 gennaio 2017  | Mount Lemmon Survey   |
| 788540 | 2017 BX171               | 30 dicembre 2007 | Mount Lemmon Survey   |
| 788541 | 2017 BA172               | 28 gennaio 2017  | Pan-STARRS            |
| 788542 | 2017 BJ175               | 28 gennaio 2017  | Pan-STARRS            |
| 788543 | 2017 BQ176               | 31 gennaio 2017  | Pan-STARRS            |
| 788544 | 2017 BX176               | 27 gennaio 2017  | Pan-STARRS            |
| 788545 | 2017 BZ177               | 16 gennaio 2017  | Pan-STARRS            |
| 788546 | 2017 BP178               | 28 gennaio 2017  | Pan-STARRS            |
| 788547 | 2017 BR178               | 26 gennaio 2017  | Mount Lemmon Survey   |
| 788548 | 2017 BC180               | 26 gennaio 2017  | Mount Lemmon Survey   |
| 788549 | 2017 BO181               | 9 aprile 2008    | Spacewatch            |
| 788550 | 2017 BB182               | 27 gennaio 2017  | Pan-STARRS            |
| 788551 | 2017 BN183               | 27 gennaio 2017  | Pan-STARRS            |
| 788552 | 2017 BF185               | 28 gennaio 2017  | Mount Lemmon Survey   |
| 788553 | 2017 BL186               | 31 gennaio 2017  | Mount Lemmon Survey   |
| 788554 | 2017 BM186               | 30 gennaio 2017  | Pan-STARRS            |
| 788555 | 2017 BO186               | 9 febbraio 2008  | Mount Lemmon Survey   |
| 788556 | 2017 BX186               | 26 gennaio 2017  | Pan-STARRS            |
| 788557 | 2017 BY186               | 27 gennaio 2017  | Pan-STARRS            |
| 788558 | 2017 BU189               | 27 gennaio 2017  | Pan-STARRS            |
| 788559 | 2017 BN190               | 28 gennaio 2017  | Pan-STARRS            |
| 788560 | 2017 BR190               | 1 luglio 2014    | Pan-STARRS            |
| 788561 | 2017 BK191               | 28 gennaio 2017  | Pan-STARRS            |
| 788562 | 2017 BP191               | 8 maggio 2014    | Pan-STARRS            |
| 788563 | 2017 BC193               | 29 gennaio 2017  | Mount Lemmon Survey   |
| 788564 | 2017 BM193               | 27 gennaio 2017  | Pan-STARRS            |
| 788565 | 2017 BB195               | 27 gennaio 2017  | Pan-STARRS            |
| 788566 | 2017 BC195               | 6 marzo 2013     | Pan-STARRS            |
| 788567 | 2017 BM196               | 30 gennaio 2017  | Pan-STARRS            |
| 788568 | 2017 BQ196               | 26 gennaio 2017  | Pan-STARRS            |
| 788569 | 2017 BT197               | 26 gennaio 2017  | Mount Lemmon Survey   |
| 788570 | 2017 BH201               | 26 gennaio 2017  | Mount Lemmon Survey   |
| 788571 | 2017 BD202               | 23 gennaio 2006  | Mount Lemmon Survey   |
| 788572 | 2017 BP203               | 28 gennaio 2017  | Pan-STARRS            |
| 788573 | 2017 BO207               | 30 dicembre 2016 | D. Rankin             |
| 788574 | 2017 BW208               | 27 gennaio 2017  | Pan-STARRS            |
| 788575 | 2017 BN209               | 28 gennaio 2017  | Pan-STARRS            |
| 788576 | 2017 BM211               | 27 gennaio 2017  | Pan-STARRS            |
| 788577 | 2017 BB221               | 7 febbraio 2013  | Spacewatch            |
| 788578 | 2017 BV221               | 20 gennaio 2017  | Pan-STARRS            |
| 788579 | 2017 BL222               | 28 gennaio 2017  | Pan-STARRS            |
| 788580 | 2017 BB230               | 28 gennaio 2017  | Mount Lemmon Survey   |
| 788581 | 2017 BK254               | 26 gennaio 2017  | Mount Lemmon Survey   |
| 788582 | 2017 BV254               | 24 novembre 2011 | Mount Lemmon Survey   |
| 788583 | 2017 BB258               | 19 gennaio 2017  | Mount Lemmon Survey   |
| 788584 | 2017 CD4                 | 31 gennaio 2017  | Mount Lemmon Survey   |
| 788585 | 2017 CG6                 | 27 luglio 2014   | Pan-STARRS            |
| 788586 | 2017 CA7                 | 2 gennaio 2017   | Pan-STARRS            |
| 788587 | 2017 CO8                 | 1 novembre 2007  | Mount Lemmon Survey   |
| 788588 | 2017 CF12                | 22 agosto 2014   | Pan-STARRS            |
| 788589 | 2017 CV13                | 15 ottobre 2015  | Pan-STARRS            |
| 788590 | 2017 CQ14                | 24 febbraio 2009 | F. Hormuth            |
| 788591 | 2017 CU16                | 21 agosto 2015   | Pan-STARRS            |
| 788592 | 2017 CB19                | 8 febbraio 2013  | Pan-STARRS            |
| 788593 | 2017 CY21                | 28 gennaio 2017  | Pan-STARRS            |
| 788594 | 2017 CZ22                | 11 marzo 2008    | Mount Lemmon Survey   |
| 788595 | 2017 CD25                | 14 luglio 2013   | Pan-STARRS            |
| 788596 | 2017 CX26                | 10 ottobre 2015  | Pan-STARRS            |
| 788597 | 2017 CW27                | 25 luglio 2014   | Pan-STARRS            |
| 788598 | 2017 CH30                | 9 settembre 2015 | Pan-STARRS            |
| 788599 | 2017 CG31                | 17 novembre 1999 | Spacewatch            |
| 788600 | 2017 CS34                | 5 febbraio 2005  | W. Bickel             |

## 788601–788700
| Nome   | Designazione provvisoria | Data di scoperta  | Scopritore          |
| ------ | ------------------------ | ----------------- | ------------------- |
| 788601 | 2017 CD37                | 2 febbraio 2017   | Pan-STARRS          |
| 788602 | 2017 CT38                | 2 febbraio 2017   | Pan-STARRS          |
| 788603 | 2017 CC42                | 2 febbraio 2017   | Pan-STARRS          |
| 788604 | 2017 CU42                | 2 febbraio 2017   | Pan-STARRS          |
| 788605 | 2017 CK44                | 3 febbraio 2017   | Pan-STARRS          |
| 788606 | 2017 CZ44                | 4 febbraio 2017   | Pan-STARRS          |
| 788607 | 2017 CQ46                | 2 febbraio 2017   | Pan-STARRS          |
| 788608 | 2017 CB47                | 4 febbraio 2017   | Pan-STARRS          |
| 788609 | 2017 CG47                | 2 febbraio 2017   | Pan-STARRS          |
| 788610 | 2017 CK49                | 4 dicembre 2015   | Pan-STARRS          |
| 788611 | 2017 CL49                | 1 febbraio 2017   | Mount Lemmon Survey |
| 788612 | 2017 CV50                | 3 febbraio 2017   | Pan-STARRS          |
| 788613 | 2017 CW51                | 2 febbraio 2017   | Pan-STARRS          |
| 788614 | 2017 DT6                 | 30 gennaio 2017   | Mount Lemmon Survey |
| 788615 | 2017 DA8                 | 17 novembre 2015  | Pan-STARRS          |
| 788616 | 2017 DB8                 | 29 aprile 2009    | Spacewatch          |
| 788617 | 2017 DM8                 | 23 settembre 2015 | Pan-STARRS          |
| 788618 | 2017 DK10                | 1 febbraio 2017   | Mount Lemmon Survey |
| 788619 | 2017 DG13                | 4 gennaio 2017    | Mount Lemmon Survey |
| 788620 | 2017 DD15                | 16 settembre 2010 | Mount Lemmon Survey |
| 788621 | 2017 DP15                | 11 dicembre 2012  | CSS                 |
| 788622 | 2017 DW17                | 19 dicembre 2003  | Spacewatch          |
| 788623 | 2017 DK19                | 1 marzo 2008      | Mount Lemmon Survey |
| 788624 | 2017 DT19                | 6 luglio 2014     | Pan-STARRS          |
| 788625 | 2017 DJ20                | 21 febbraio 2009  | Spacewatch          |
| 788626 | 2017 DR20                | 12 ottobre 2007   | CSS                 |
| 788627 | 2017 DC22                | 7 novembre 2015   | Mount Lemmon Survey |
| 788628 | 2017 DT24                | 9 marzo 2005      | Spacewatch          |
| 788629 | 2017 DE30                | 15 febbraio 2013  | Pan-STARRS          |
| 788630 | 2017 DC31                | 2 febbraio 2006   | Spacewatch          |
| 788631 | 2017 DB39                | 27 novembre 2006  | Mount Lemmon Survey |
| 788632 | 2017 DP39                | 9 febbraio 2005   | Mount Lemmon Survey |
| 788633 | 2017 DU41                | 7 febbraio 2013   | Spacewatch          |
| 788634 | 2017 DP46                | 17 febbraio 2013  | Spacewatch          |
| 788635 | 2017 DA49                | 2 marzo 2009      | Mount Lemmon Survey |
| 788636 | 2017 DS51                | 21 febbraio 2017  | Mount Lemmon Survey |
| 788637 | 2017 DJ53                | 3 gennaio 2017    | Pan-STARRS          |
| 788638 | 2017 DD55                | 2 febbraio 2009   | Mount Lemmon Survey |
| 788639 | 2017 DJ55                | 21 febbraio 2017  | Mount Lemmon Survey |
| 788640 | 2017 DL57                | 14 ottobre 2007   | Mount Lemmon Survey |
| 788641 | 2017 DH58                | 31 marzo 2012     | Mount Lemmon Survey |
| 788642 | 2017 DX60                | 11 aprile 2013    | PTF                 |
| 788643 | 2017 DQ64                | 4 marzo 2013      | Pan-STARRS          |
| 788644 | 2017 DO67                | 1 novembre 2015   | Spacewatch          |
| 788645 | 2017 DP69                | 7 dicembre 2015   | Pan-STARRS          |
| 788646 | 2017 DD76                | 21 febbraio 2017  | Pan-STARRS          |
| 788647 | 2017 DY79                | 29 luglio 2014    | Pan-STARRS          |
| 788648 | 2017 DP81                | 10 aprile 2013    | CSS                 |
| 788649 | 2017 DR87                | 31 gennaio 2017   | Pan-STARRS          |
| 788650 | 2017 DB89                | 8 dicembre 2015   | Mount Lemmon Survey |
| 788651 | 2017 DQ90                | 22 febbraio 2017  | Mount Lemmon Survey |
| 788652 | 2017 DV90                | 14 marzo 2013     | Spacewatch          |
| 788653 | 2017 DZ90                | 8 luglio 2014     | Pan-STARRS          |
| 788654 | 2017 DP92                | 26 gennaio 2017   | Pan-STARRS          |
| 788655 | 2017 DN93                | 2 gennaio 2017    | Pan-STARRS          |
| 788656 | 2017 DQ95                | 3 febbraio 2017   | Pan-STARRS          |
| 788657 | 2017 DY97                | 22 febbraio 2017  | Pan-STARRS          |
| 788658 | 2017 DS99                | 22 febbraio 2017  | Pan-STARRS          |
| 788659 | 2017 DF102               | 27 giugno 2014    | Pan-STARRS          |
| 788660 | 2017 DD104               | 4 gennaio 2017    | Pan-STARRS          |
| 788661 | 2017 DC105               | 9 settembre 2015  | Pan-STARRS          |
| 788662 | 2017 DC110               | 19 luglio 2015    | Pan-STARRS          |
| 788663 | 2017 DW121               | 14 agosto 2013    | Pan-STARRS          |
| 788664 | 2017 DM128               | 25 febbraio 2017  | Pan-STARRS          |
| 788665 | 2017 DF130               | 25 febbraio 2017  | Pan-STARRS          |
| 788666 | 2017 DQ130               | 22 febbraio 2017  | Pan-STARRS          |
| 788667 | 2017 DE131               | 21 febbraio 2017  | Pan-STARRS          |
| 788668 | 2017 DA133               | 25 febbraio 2017  | Mount Lemmon Survey |
| 788669 | 2017 DM134               | 22 febbraio 2017  | Mount Lemmon Survey |
| 788670 | 2017 DN134               | 25 febbraio 2017  | Pan-STARRS          |
| 788671 | 2017 DG135               | 22 febbraio 2017  | Mount Lemmon Survey |
| 788672 | 2017 DP135               | 22 febbraio 2017  | Mount Lemmon Survey |
| 788673 | 2017 DW135               | 21 febbraio 2017  | Pan-STARRS          |
| 788674 | 2017 DX136               | 18 febbraio 2017  | Pan-STARRS          |
| 788675 | 2017 DD137               | 22 febbraio 2017  | Mount Lemmon Survey |
| 788676 | 2017 DQ137               | 18 febbraio 2017  | Pan-STARRS          |
| 788677 | 2017 DY137               | 21 febbraio 2017  | Mount Lemmon Survey |
| 788678 | 2017 DB138               | 21 febbraio 2017  | Pan-STARRS          |
| 788679 | 2017 DL138               | 21 febbraio 2017  | Pan-STARRS          |
| 788680 | 2017 DP139               | 4 febbraio 2017   | Pan-STARRS          |
| 788681 | 2017 DS139               | 22 febbraio 2017  | Pan-STARRS          |
| 788682 | 2017 DV140               | 25 febbraio 2017  | Pan-STARRS          |
| 788683 | 2017 DH141               | 22 febbraio 2017  | Pan-STARRS          |
| 788684 | 2017 DQ143               | 31 gennaio 2017   | Mount Lemmon Survey |
| 788685 | 2017 DR145               | 22 febbraio 2017  | Pan-STARRS          |
| 788686 | 2017 DT146               | 24 novembre 2003  | Spacewatch          |
| 788687 | 2017 DM147               | 17 febbraio 2017  | Pan-STARRS          |
| 788688 | 2017 DV148               | 25 febbraio 2017  | Pan-STARRS          |
| 788689 | 2017 DU149               | 21 febbraio 2017  | Mount Lemmon Survey |
| 788690 | 2017 DY149               | 24 febbraio 2017  | Pan-STARRS          |
| 788691 | 2017 DO151               | 21 febbraio 2017  | Pan-STARRS          |
| 788692 | 2017 DG162               | 22 febbraio 2017  | Mount Lemmon Survey |
| 788693 | 2017 ES7                 | 16 aprile 2013    | Pan-STARRS          |
| 788694 | 2017 EH9                 | 12 aprile 2013    | Pan-STARRS          |
| 788695 | 2017 EV12                | 25 febbraio 2011  | Mount Lemmon Survey |
| 788696 | 2017 EW12                | 8 marzo 2013      | Pan-STARRS          |
| 788697 | 2017 EJ15                | 18 novembre 2015  | Pan-STARRS          |
| 788698 | 2017 EO16                | 4 marzo 2017      | Pan-STARRS          |
| 788699 | 2017 EW18                | 26 gennaio 2017   | Pan-STARRS          |
| 788700 | 2017 EE21                | 14 novembre 2015  | Mount Lemmon Survey |

## 788701–788800
| Nome   | Designazione provvisoria | Data di scoperta  | Scopritore                |
| ------ | ------------------------ | ----------------- | ------------------------- |
| 788701 | 2017 ET29                | 8 marzo 2017      | Mount Lemmon Survey       |
| 788702 | 2017 EN31                | 4 marzo 2017      | Pan-STARRS                |
| 788703 | 2017 EP31                | 7 marzo 2017      | Pan-STARRS                |
| 788704 | 2017 EN32                | 5 marzo 2017      | Pan-STARRS                |
| 788705 | 2017 EZ32                | 6 marzo 2017      | Pan-STARRS                |
| 788706 | 2017 EZ33                | 5 marzo 2017      | Pan-STARRS                |
| 788707 | 2017 EQ36                | 7 marzo 2017      | Mount Lemmon Survey       |
| 788708 | 2017 EZ36                | 5 marzo 2017      | Pan-STARRS                |
| 788709 | 2017 EC37                | 5 marzo 2017      | Pan-STARRS                |
| 788710 | 2017 ED37                | 4 marzo 2017      | Pan-STARRS                |
| 788711 | 2017 EO37                | 8 marzo 2017      | Mount Lemmon Survey       |
| 788712 | 2017 ES37                | 7 marzo 2017      | Pan-STARRS                |
| 788713 | 2017 EX37                | 5 marzo 2017      | Pan-STARRS                |
| 788714 | 2017 EW39                | 5 marzo 2017      | Pan-STARRS                |
| 788715 | 2017 EL43                | 5 marzo 2017      | Pan-STARRS                |
| 788716 | 2017 EU45                | 7 marzo 2017      | Pan-STARRS                |
| 788717 | 2017 EY45                | 7 marzo 2017      | Pan-STARRS                |
| 788718 | 2017 EH46                | 4 marzo 2017      | Pan-STARRS                |
| 788719 | 2017 EJ46                | 7 marzo 2017      | Pan-STARRS                |
| 788720 | 2017 EL49                | 7 marzo 2017      | Pan-STARRS                |
| 788721 | 2017 ED60                | 4 marzo 2017      | Pan-STARRS                |
| 788722 | 2017 EM60                | 4 marzo 2017      | Pan-STARRS                |
| 788723 | 2017 FM7                 | 5 febbraio 2011   | Mount Lemmon Survey       |
| 788724 | 2017 FJ10                | 22 febbraio 2017  | Mount Lemmon Survey       |
| 788725 | 2017 FW11                | 22 febbraio 2017  | Mount Lemmon Survey       |
| 788726 | 2017 FZ12                | 4 gennaio 2016    | Pan-STARRS                |
| 788727 | 2017 FY14                | 3 ottobre 2014    | Mount Lemmon Survey       |
| 788728 | 2017 FP16                | 10 settembre 2010 | Spacewatch                |
| 788729 | 2017 FY19                | 18 marzo 2017     | Pan-STARRS                |
| 788730 | 2017 FN21                | 17 marzo 2009     | Spacewatch                |
| 788731 | 2017 FE22                | 18 marzo 2017     | Pan-STARRS                |
| 788732 | 2017 FE26                | 21 febbraio 2017  | Pan-STARRS                |
| 788733 | 2017 FL26                | 23 ottobre 2011   | Pan-STARRS                |
| 788734 | 2017 FP28                | 10 aprile 2013    | Pan-STARRS                |
| 788735 | 2017 FK29                | 18 marzo 2017     | Mount Lemmon Survey       |
| 788736 | 2017 FZ30                | 3 marzo 2006      | Spacewatch                |
| 788737 | 2017 FX31                | 16 novembre 2007  | Mount Lemmon Survey       |
| 788738 | 2017 FF33                | 15 settembre 1998 | Spacewatch                |
| 788739 | 2017 FB34                | 4 gennaio 2017    | Pan-STARRS                |
| 788740 | 2017 FC34                | 4 gennaio 2017    | Pan-STARRS                |
| 788741 | 2017 FL35                | 13 febbraio 2008  | Spacewatch                |
| 788742 | 2017 FP37                | 18 marzo 2017     | Pan-STARRS                |
| 788743 | 2017 FU37                | 18 marzo 2017     | Pan-STARRS                |
| 788744 | 2017 FE39                | 9 ottobre 2015    | Pan-STARRS                |
| 788745 | 2017 FF41                | 18 marzo 2017     | Mount Lemmon Survey       |
| 788746 | 2017 FU41                | 27 gennaio 2017   | Pan-STARRS                |
| 788747 | 2017 FD45                | 20 agosto 2014    | Pan-STARRS                |
| 788748 | 2017 FB47                | 21 febbraio 2017  | Pan-STARRS                |
| 788749 | 2017 FT56                | 17 dicembre 2003  | Spacewatch                |
| 788750 | 2017 FU59                | 4 marzo 2017      | Pan-STARRS                |
| 788751 | 2017 FL62                | 17 ottobre 2003   | Spacewatch                |
| 788752 | 2017 FS68                | 22 febbraio 2017  | Mount Lemmon Survey       |
| 788753 | 2017 FH73                | 16 giugno 2007    | Spacewatch                |
| 788754 | 2017 FE76                | 30 gennaio 2017   | Pan-STARRS                |
| 788755 | 2017 FF76                | 1 febbraio 1995   | Spacewatch                |
| 788756 | 2017 FL76                | 30 gennaio 2017   | Pan-STARRS                |
| 788757 | 2017 FK77                | 19 marzo 2017     | Mount Lemmon Survey       |
| 788758 | 2017 FN78                | 13 ottobre 2015   | Pan-STARRS                |
| 788759 | 2017 FB79                | 4 marzo 2017      | Pan-STARRS                |
| 788760 | 2017 FC79                | 11 aprile 2013    | Mount Lemmon Survey       |
| 788761 | 2017 FD79                | 3 febbraio 2012   | Pan-STARRS                |
| 788762 | 2017 FM83                | 15 aprile 2013    | Pan-STARRS                |
| 788763 | 2017 FP83                | 3 febbraio 2008   | Spacewatch                |
| 788764 | 2017 FZ83                | 22 settembre 2014 | M. Hollands, O. Vaduvescu |
| 788765 | 2017 FV85                | 2 ottobre 2006    | Spacewatch                |
| 788766 | 2017 FG86                | 21 marzo 2017     | Pan-STARRS                |
| 788767 | 2017 FF87                | 21 marzo 2017     | Pan-STARRS                |
| 788768 | 2017 FR87                | 21 marzo 2017     | Pan-STARRS                |
| 788769 | 2017 FU87                | 18 novembre 2009  | Mount Lemmon Survey       |
| 788770 | 2017 FM88                | 19 aprile 2013    | Pan-STARRS                |
| 788771 | 2017 FS88                | 11 gennaio 2008   | Spacewatch                |
| 788772 | 2017 FD90                | 24 marzo 2017     | Pan-STARRS                |
| 788773 | 2017 FJ92                | 9 gennaio 2016    | Pan-STARRS                |
| 788774 | 2017 FC94                | 21 marzo 2017     | Pan-STARRS                |
| 788775 | 2017 FU95                | 19 settembre 2014 | Pan-STARRS                |
| 788776 | 2017 FB97                | 21 febbraio 2017  | Pan-STARRS                |
| 788777 | 2017 FC104               | 5 marzo 2017      | Pan-STARRS                |
| 788778 | 2017 FS106               | 19 settembre 2014 | Pan-STARRS                |
| 788779 | 2017 FM107               | 20 aprile 2012    | Mount Lemmon Survey       |
| 788780 | 2017 FR108               | 25 marzo 2017     | Pan-STARRS                |
| 788781 | 2017 FV108               | 6 dicembre 2015   | Mount Lemmon Survey       |
| 788782 | 2017 FM112               | 3 agosto 2014     | Pan-STARRS                |
| 788783 | 2017 FL113               | 21 febbraio 2017  | Pan-STARRS                |
| 788784 | 2017 FS113               | 19 marzo 2017     | Pan-STARRS                |
| 788785 | 2017 FK115               | 28 agosto 2014    | Pan-STARRS                |
| 788786 | 2017 FY115               | 19 marzo 2017     | Pan-STARRS                |
| 788787 | 2017 FH116               | 14 dicembre 2010  | Mount Lemmon Survey       |
| 788788 | 2017 FQ117               | 1 settembre 2013  | Mount Lemmon Survey       |
| 788789 | 2017 FQ118               | 1 novembre 2010   | Mount Lemmon Survey       |
| 788790 | 2017 FM119               | 10 aprile 2013    | Mount Lemmon Survey       |
| 788791 | 2017 FW119               | 18 aprile 2009    | Spacewatch                |
| 788792 | 2017 FE123               | 30 gennaio 2017   | Pan-STARRS                |
| 788793 | 2017 FR123               | 3 maggio 2013     | Pan-STARRS                |
| 788794 | 2017 FX123               | 27 marzo 2017     | Mount Lemmon Survey       |
| 788795 | 2017 FD124               | 1 aprile 2000     | Spacewatch                |
| 788796 | 2017 FW124               | 15 settembre 2014 | Mount Lemmon Survey       |
| 788797 | 2017 FB125               | 29 marzo 2008     | Jarnac Obs.               |
| 788798 | 2017 FJ129               | 17 settembre 2010 | Mount Lemmon Survey       |
| 788799 | 2017 FB131               | 3 luglio 2005     | Mount Lemmon Survey       |
| 788800 | 2017 FD132               | 10 aprile 2013    | Pan-STARRS                |

## 788801–788900
| Nome   | Designazione provvisoria | Data di scoperta  | Scopritore             |
| ------ | ------------------------ | ----------------- | ---------------------- |
| 788801 | 2017 FN134               | 26 marzo 2017     | Mount Lemmon Survey    |
| 788802 | 2017 FD138               | 17 aprile 2013    | Pan-STARRS             |
| 788803 | 2017 FJ140               | 13 ottobre 2015   | Mount Lemmon Survey    |
| 788804 | 2017 FQ140               | 21 febbraio 2017  | Pan-STARRS             |
| 788805 | 2017 FY140               | 22 gennaio 2006   | Mount Lemmon Survey    |
| 788806 | 2017 FB142               | 7 luglio 2014     | Pan-STARRS             |
| 788807 | 2017 FW142               | 27 marzo 2017     | Mount Lemmon Survey    |
| 788808 | 2017 FR143               | 9 settembre 2015  | Pan-STARRS             |
| 788809 | 2017 FN145               | 21 aprile 2012    | Mount Lemmon Survey    |
| 788810 | 2017 FF147               | 22 febbraio 2017  | Mount Lemmon Survey    |
| 788811 | 2017 FH147               | 12 novembre 2007  | Mount Lemmon Survey    |
| 788812 | 2017 FZ148               | 13 marzo 2012     | Mount Lemmon Survey    |
| 788813 | 2017 FH149               | 15 agosto 2009    | Spacewatch             |
| 788814 | 2017 FJ149               | 18 aprile 2009    | Mount Lemmon Survey    |
| 788815 | 2017 FU149               | 21 marzo 2017     | Pan-STARRS             |
| 788816 | 2017 FP152               | 9 novembre 2009   | Mount Lemmon Survey    |
| 788817 | 2017 FG153               | 27 marzo 2017     | Mount Lemmon Survey    |
| 788818 | 2017 FK153               | 14 ottobre 2014   | Mount Lemmon Survey    |
| 788819 | 2017 FH156               | 4 gennaio 2016    | Pan-STARRS             |
| 788820 | 2017 FK156               | 4 gennaio 2016    | Pan-STARRS             |
| 788821 | 2017 FH159               | 18 marzo 2013     | PTF                    |
| 788822 | 2017 FC162               | 19 marzo 2013     | Pan-STARRS             |
| 788823 | 2017 FU163               | 27 marzo 2017     | Mount Lemmon Survey    |
| 788824 | 2017 FD165               | 17 marzo 2017     | Mount Lemmon Survey    |
| 788825 | 2017 FO169               | 25 marzo 2017     | Mount Lemmon Survey    |
| 788826 | 2017 FD171               | 27 marzo 2017     | Pan-STARRS             |
| 788827 | 2017 FQ171               | 27 marzo 2017     | Mount Lemmon Survey    |
| 788828 | 2017 FV173               | 21 marzo 2017     | Pan-STARRS             |
| 788829 | 2017 FK174               | 19 marzo 2017     | Pan-STARRS             |
| 788830 | 2017 FO174               | 27 marzo 2017     | Pan-STARRS             |
| 788831 | 2017 FT174               | 21 marzo 2017     | Pan-STARRS             |
| 788832 | 2017 FY174               | 20 marzo 2017     | Pan-STARRS             |
| 788833 | 2017 FA175               | 19 marzo 2017     | Mount Lemmon Survey    |
| 788834 | 2017 FV175               | 19 marzo 2017     | Mount Lemmon Survey    |
| 788835 | 2017 FW175               | 30 marzo 2017     | Pan-STARRS             |
| 788836 | 2017 FB176               | 29 marzo 2017     | Pan-STARRS             |
| 788837 | 2017 FX176               | 22 marzo 2017     | Pan-STARRS             |
| 788838 | 2017 FY177               | 21 marzo 2017     | Pan-STARRS             |
| 788839 | 2017 FZ178               | 27 marzo 2017     | Pan-STARRS             |
| 788840 | 2017 FY179               | 17 marzo 2017     | Mount Lemmon Survey    |
| 788841 | 2017 FZ179               | 19 marzo 2017     | Mount Lemmon Survey    |
| 788842 | 2017 FL180               | 17 marzo 2017     | Mount Lemmon Survey    |
| 788843 | 2017 FP180               | 19 marzo 2017     | Pan-STARRS             |
| 788844 | 2017 FS180               | 18 marzo 2017     | Pan-STARRS             |
| 788845 | 2017 FU180               | 25 marzo 2017     | Mount Lemmon Survey    |
| 788846 | 2017 FV180               | 22 marzo 2017     | Pan-STARRS             |
| 788847 | 2017 FY180               | 17 marzo 2017     | Mount Lemmon Survey    |
| 788848 | 2017 FE181               | 26 marzo 2017     | Mount Lemmon Survey    |
| 788849 | 2017 FF181               | 21 marzo 2017     | Pan-STARRS             |
| 788850 | 2017 FG181               | 25 marzo 2017     | Mount Lemmon Survey    |
| 788851 | 2017 FN181               | 25 marzo 2017     | Mount Lemmon Survey    |
| 788852 | 2017 FM183               | 19 marzo 2017     | Mount Lemmon Survey    |
| 788853 | 2017 FR186               | 26 marzo 2017     | Mount Lemmon Survey    |
| 788854 | 2017 FT186               | 25 marzo 2017     | Mount Lemmon Survey    |
| 788855 | 2017 FV186               | 11 settembre 2015 | Pan-STARRS             |
| 788856 | 2017 FX186               | 25 marzo 2017     | Mount Lemmon Survey    |
| 788857 | 2017 FC187               | 27 marzo 2017     | Pan-STARRS             |
| 788858 | 2017 FK187               | 19 marzo 2017     | Mount Lemmon Survey    |
| 788859 | 2017 FO187               | 18 marzo 2017     | Pan-STARRS             |
| 788860 | 2017 FD188               | 18 marzo 2017     | Pan-STARRS             |
| 788861 | 2017 FU188               | 18 marzo 2017     | Mount Lemmon Survey    |
| 788862 | 2017 FB189               | 21 marzo 2017     | Mount Lemmon Survey    |
| 788863 | 2017 FK189               | 21 marzo 2017     | Pan-STARRS             |
| 788864 | 2017 FM189               | 23 marzo 2017     | Pan-STARRS             |
| 788865 | 2017 FN189               | 21 marzo 2017     | Pan-STARRS             |
| 788866 | 2017 FG190               | 20 marzo 2017     | Pan-STARRS             |
| 788867 | 2017 FN191               | 29 marzo 2017     | Pan-STARRS             |
| 788868 | 2017 FH193               | 25 marzo 2017     | Pan-STARRS             |
| 788869 | 2017 FM195               | 25 marzo 2017     | Mount Lemmon Survey    |
| 788870 | 2017 FO195               | 27 marzo 2017     | Pan-STARRS             |
| 788871 | 2017 FW195               | 19 marzo 2017     | Pan-STARRS             |
| 788872 | 2017 FO196               | 29 marzo 2017     | Pan-STARRS             |
| 788873 | 2017 FV196               | 20 marzo 2017     | Pan-STARRS             |
| 788874 | 2017 FT197               | 20 marzo 2017     | Pan-STARRS             |
| 788875 | 2017 FU197               | 25 marzo 2017     | Mount Lemmon Survey    |
| 788876 | 2017 FE199               | 25 febbraio 2011  | Mount Lemmon Survey    |
| 788877 | 2017 FN199               | 20 agosto 2014    | Pan-STARRS             |
| 788878 | 2017 FT201               | 21 marzo 2017     | Pan-STARRS             |
| 788879 | 2017 FH203               | 25 marzo 2017     | Mount Lemmon Survey    |
| 788880 | 2017 FV204               | 19 marzo 2017     | Pan-STARRS             |
| 788881 | 2017 FD208               | 20 marzo 2017     | Mount Lemmon Survey    |
| 788882 | 2017 FR209               | 21 marzo 2017     | Pan-STARRS             |
| 788883 | 2017 FV211               | 17 marzo 2017     | Mount Lemmon Survey    |
| 788884 | 2017 FL213               | 8 dicembre 2015   | Mount Lemmon Survey    |
| 788885 | 2017 FP213               | 28 marzo 2017     | Pan-STARRS             |
| 788886 | 2017 FJ218               | 18 marzo 2017     | Mount Lemmon Survey    |
| 788887 | 2017 FK220               | 18 marzo 2017     | Pan-STARRS             |
| 788888 | 2017 FU223               | 25 febbraio 2011  | Mount Lemmon Survey    |
| 788889 | 2017 FB224               | 21 marzo 2017     | Pan-STARRS             |
| 788890 | 2017 FC224               | 28 marzo 2017     | P. Short, O. Vaduvescu |
| 788891 | 2017 FT224               | 25 marzo 2017     | Pan-STARRS             |
| 788892 | 2017 FD226               | 26 marzo 2017     | Mount Lemmon Survey    |
| 788893 | 2017 GF3                 | 22 agosto 2014    | Pan-STARRS             |
| 788894 | 2017 GP3                 | 2 aprile 2017     | Pan-STARRS             |
| 788895 | 2017 GK9                 | 6 dicembre 2015   | Pan-STARRS             |
| 788896 | 2017 GB11                | 3 aprile 2017     | Mount Lemmon Survey    |
| 788897 | 2017 GC12                | 6 aprile 2017     | Mount Lemmon Survey    |
| 788898 | 2017 GX13                | 4 aprile 2017     | Pan-STARRS             |
| 788899 | 2017 GU15                | 1 aprile 2017     | Pan-STARRS             |
| 788900 | 2017 GB16                | 3 aprile 2017     | Pan-STARRS             |

## 788901–789000
| Nome   | Designazione provvisoria | Data di scoperta  | Scopritore              |
| ------ | ------------------------ | ----------------- | ----------------------- |
| 788901 | 2017 GK16                | 2 aprile 2017     | Pan-STARRS              |
| 788902 | 2017 GQ16                | 4 aprile 2017     | Pan-STARRS              |
| 788903 | 2017 GS16                | 4 aprile 2017     | S. Hellmich, S. Mottola |
| 788904 | 2017 GX16                | 1 aprile 2017     | Pan-STARRS              |
| 788905 | 2017 GL17                | 3 aprile 2017     | Pan-STARRS              |
| 788906 | 2017 GN19                | 6 aprile 2017     | Mount Lemmon Survey     |
| 788907 | 2017 GO19                | 1 aprile 2017     | Pan-STARRS              |
| 788908 | 2017 GT19                | 1 aprile 2017     | Pan-STARRS              |
| 788909 | 2017 GB20                | 3 aprile 2017     | Pan-STARRS              |
| 788910 | 2017 GC20                | 4 aprile 2017     | Pan-STARRS              |
| 788911 | 2017 GF20                | 3 aprile 2017     | Spacewatch              |
| 788912 | 2017 GK20                | 4 aprile 2017     | Pan-STARRS              |
| 788913 | 2017 GN20                | 2 aprile 2017     | Pan-STARRS              |
| 788914 | 2017 GR20                | 3 aprile 2017     | Mount Lemmon Survey     |
| 788915 | 2017 GS20                | 4 aprile 2017     | Pan-STARRS              |
| 788916 | 2017 GW20                | 6 aprile 2017     | Pan-STARRS              |
| 788917 | 2017 GC21                | 4 aprile 2017     | Pan-STARRS              |
| 788918 | 2017 GJ21                | 3 aprile 2017     | Mount Lemmon Survey     |
| 788919 | 2017 GN21                | 3 aprile 2017     | Pan-STARRS              |
| 788920 | 2017 GO21                | 6 aprile 2017     | Pan-STARRS              |
| 788921 | 2017 GQ21                | 1 aprile 2017     | Pan-STARRS              |
| 788922 | 2017 GU21                | 6 aprile 2017     | Pan-STARRS              |
| 788923 | 2017 GZ21                | 1 aprile 2017     | Pan-STARRS              |
| 788924 | 2017 GJ23                | 1 aprile 2017     | Pan-STARRS              |
| 788925 | 2017 GM23                | 4 febbraio 2016   | Pan-STARRS              |
| 788926 | 2017 GG24                | 1 aprile 2017     | Pan-STARRS              |
| 788927 | 2017 GL24                | 1 aprile 2017     | Pan-STARRS              |
| 788928 | 2017 GA29                | 1 aprile 2017     | Pan-STARRS              |
| 788929 | 2017 GS30                | 3 aprile 2017     | Pan-STARRS              |
| 788930 | 2017 GV30                | 1 aprile 2017     | Pan-STARRS              |
| 788931 | 2017 GG33                | 3 aprile 2017     | Pan-STARRS              |
| 788932 | 2017 HQ5                 | 27 ottobre 2006   | Mount Lemmon Survey     |
| 788933 | 2017 HZ11                | 13 gennaio 2008   | Spacewatch              |
| 788934 | 2017 HJ12                | 1 settembre 2013  | Pan-STARRS              |
| 788935 | 2017 HU15                | 19 aprile 2017    | Mount Lemmon Survey     |
| 788936 | 2017 HA16                | 14 gennaio 2016   | Mount Lemmon Survey     |
| 788937 | 2017 HE21                | 29 dicembre 2011  | Mount Lemmon Survey     |
| 788938 | 2017 HY21                | 18 settembre 2014 | Pan-STARRS              |
| 788939 | 2017 HO27                | 29 febbraio 2008  | Mount Lemmon Survey     |
| 788940 | 2017 HP28                | 7 novembre 2010   | Mount Lemmon Survey     |
| 788941 | 2017 HK30                | 25 aprile 2017    | Pan-STARRS              |
| 788942 | 2017 HU30                | 25 aprile 2017    | Pan-STARRS              |
| 788943 | 2017 HV30                | 14 gennaio 2016   | Pan-STARRS              |
| 788944 | 2017 HH31                | 26 ottobre 2014   | Mount Lemmon Survey     |
| 788945 | 2017 HU34                | 26 aprile 2017    | Pan-STARRS              |
| 788946 | 2017 HW34                | 28 ottobre 2014   | Pan-STARRS              |
| 788947 | 2017 HX37                | 31 gennaio 2016   | Pan-STARRS              |
| 788948 | 2017 HP38                | 14 febbraio 2012  | Pan-STARRS              |
| 788949 | 2017 HT39                | 26 aprile 2017    | Pan-STARRS              |
| 788950 | 2017 HD41                | 26 aprile 2017    | Pan-STARRS              |
| 788951 | 2017 HE41                | 30 gennaio 2016   | Mount Lemmon Survey     |
| 788952 | 2017 HN41                | 18 gennaio 2016   | Mount Lemmon Survey     |
| 788953 | 2017 HW41                | 26 aprile 2017    | Pan-STARRS              |
| 788954 | 2017 HC43                | 14 maggio 2012    | Pan-STARRS              |
| 788955 | 2017 HH44                | 13 febbraio 2008  | Spacewatch              |
| 788956 | 2017 HY44                | 1 ottobre 2008    | Spacewatch              |
| 788957 | 2017 HH48                | 1 dicembre 2008   | Spacewatch              |
| 788958 | 2017 HG53                | 23 ottobre 2008   | Spacewatch              |
| 788959 | 2017 HY58                | 17 ottobre 2010   | Mount Lemmon Survey     |
| 788960 | 2017 HD65                | 20 aprile 2017    | Mount Lemmon Survey     |
| 788961 | 2017 HM65                | 11 febbraio 2008  | Spacewatch              |
| 788962 | 2017 HC66                | 27 aprile 2017    | Pan-STARRS              |
| 788963 | 2017 HK68                | 18 aprile 2017    | Mount Lemmon Survey     |
| 788964 | 2017 HV68                | 26 aprile 2017    | Pan-STARRS              |
| 788965 | 2017 HB69                | 26 aprile 2017    | Pan-STARRS              |
| 788966 | 2017 HQ70                | 17 aprile 2017    | M. Altmann, T. Prusti   |
| 788967 | 2017 HN72                | 27 aprile 2017    | Pan-STARRS              |
| 788968 | 2017 HO72                | 27 aprile 2017    | Pan-STARRS              |
| 788969 | 2017 HB73                | 19 aprile 2017    | Mount Lemmon Survey     |
| 788970 | 2017 HE73                | 20 aprile 2017    | Pan-STARRS              |
| 788971 | 2017 HS73                | 25 aprile 2017    | Pan-STARRS              |
| 788972 | 2017 HC74                | 16 aprile 2017    | Mount Lemmon Survey     |
| 788973 | 2017 HZ74                | 26 aprile 2017    | Pan-STARRS              |
| 788974 | 2017 HE75                | 19 aprile 2017    | Pan-STARRS              |
| 788975 | 2017 HL75                | 27 aprile 2017    | Pan-STARRS              |
| 788976 | 2017 HW75                | 27 aprile 2017    | Pan-STARRS              |
| 788977 | 2017 HB76                | 7 giugno 2013     | Pan-STARRS              |
| 788978 | 2017 HD76                | 20 aprile 2017    | Pan-STARRS              |
| 788979 | 2017 HN76                | 27 aprile 2017    | Pan-STARRS              |
| 788980 | 2017 HR76                | 19 aprile 2017    | Mount Lemmon Survey     |
| 788981 | 2017 HB78                | 20 aprile 2017    | Pan-STARRS              |
| 788982 | 2017 HL78                | 26 aprile 2017    | Pan-STARRS              |
| 788983 | 2017 HM78                | 26 aprile 2017    | Pan-STARRS              |
| 788984 | 2017 HC80                | 18 settembre 2014 | Pan-STARRS              |
| 788985 | 2017 HK80                | 26 aprile 2017    | Pan-STARRS              |
| 788986 | 2017 HU80                | 26 aprile 2017    | Pan-STARRS              |
| 788987 | 2017 HH81                | 19 aprile 2017    | Pan-STARRS              |
| 788988 | 2017 HX82                | 20 aprile 2017    | Pan-STARRS              |
| 788989 | 2017 HN84                | 20 aprile 2017    | Pan-STARRS              |
| 788990 | 2017 HY84                | 26 aprile 2017    | Pan-STARRS              |
| 788991 | 2017 HN86                | 25 aprile 2017    | Pan-STARRS              |
| 788992 | 2017 HU86                | 20 aprile 2017    | Pan-STARRS              |
| 788993 | 2017 HR87                | 26 aprile 2017    | Pan-STARRS              |
| 788994 | 2017 HJ89                | 26 aprile 2017    | Pan-STARRS              |
| 788995 | 2017 HK89                | 26 aprile 2017    | Pan-STARRS              |
| 788996 | 2017 HF91                | 2 maggio 2006     | Mount Lemmon Survey     |
| 788997 | 2017 HL92                | 28 aprile 2017    | Pan-STARRS              |
| 788998 | 2017 HW92                | 11 febbraio 2016  | Pan-STARRS              |
| 788999 | 2017 HY93                | 27 aprile 2017    | Pan-STARRS              |
| 789000 | 2017 HD95                | 26 aprile 2017    | Pan-STARRS              |